# Jeune objet stellaire
Pour les articles homonymes, voir JOS.

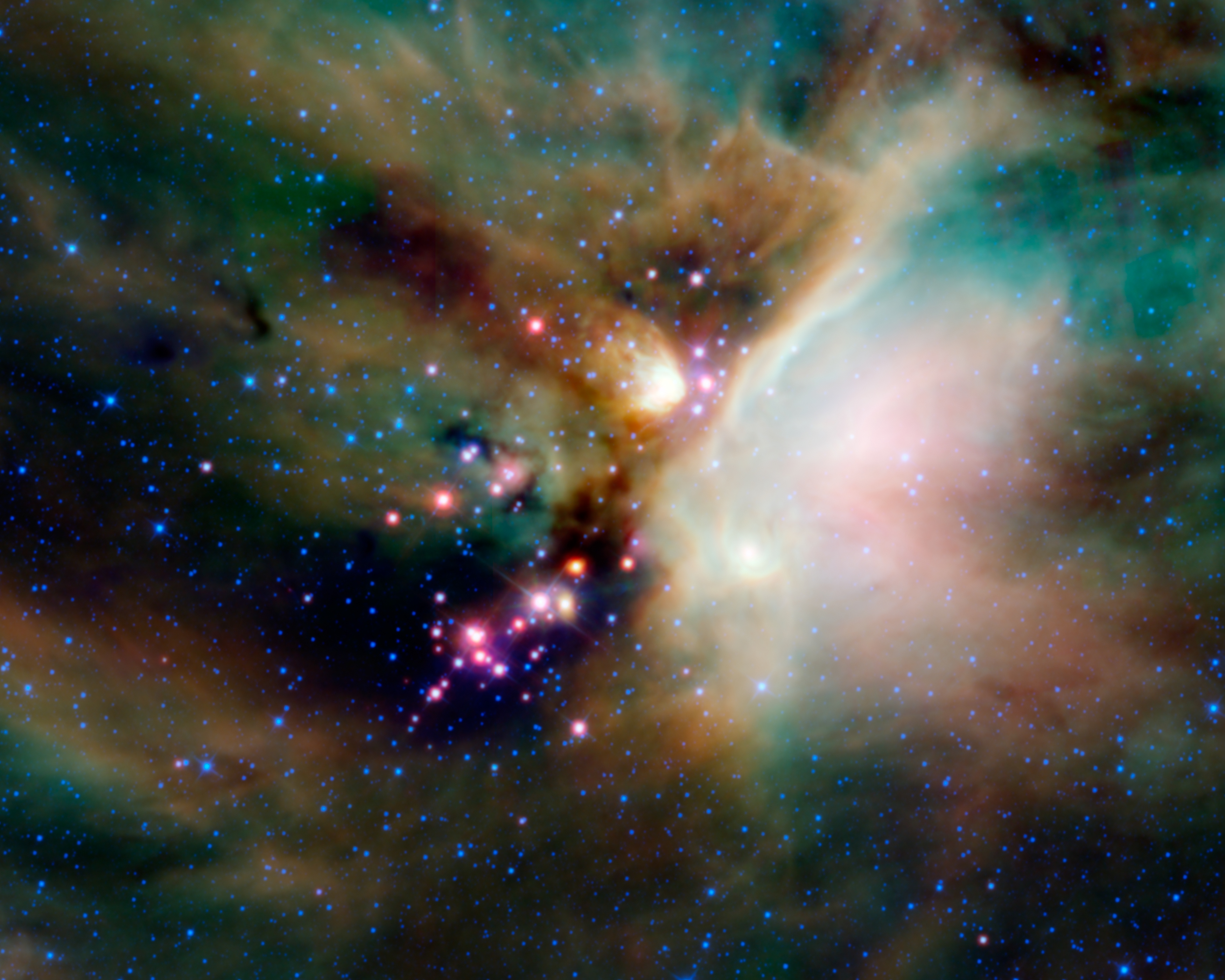
YSO dans le complexe de nuages de Rho Ophiuchi.

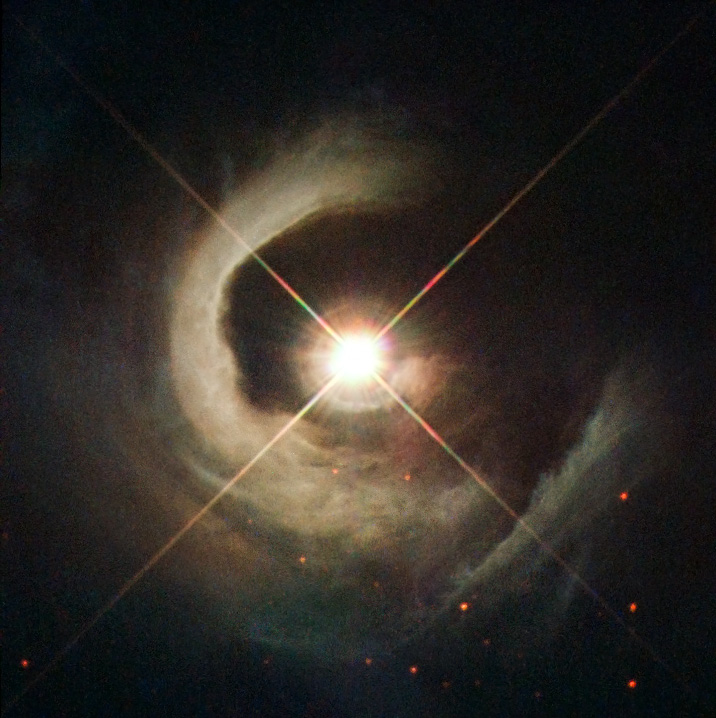
V1331 Cyg, un YSO entourée d'une nébuleuse par réflexion.

Un jeune objet stellaire (JOS, ou YSO, pour young stellar object en anglais) désigne une étoile dans son stade précoce d'évolution. Cette classe est constituée de deux groupes d'objets : les proto-étoiles et les étoiles de la préséquence principale.

## Classement par distribution spectrale d'énergie
Une étoile se forme par l'accumulation de matière qui tombe dans la proto-étoile à partir d'un disque circumstellaire ou d'une enveloppe. La matière du disque est plus froide que la surface de la proto-étoile, elle émet donc de la lumière à des longueurs d'onde plus longues produisant un excès d'émission infrarouge. Quand la quantité de matière du disque diminue, l'excès d'infrarouge décroît. Par conséquent, les JOS sont habituellement classés selon des stades évolutifs basés sur la pente de leur distribution spectrale d'énergie dans l'infrarouge moyen, à l'aide d'un schéma introduit par Lada (1987). Il proposa trois classes (I, II et III), basées sur les valeurs des intervalles d'indice spectral {\displaystyle \alpha \,}:
{\displaystyle \alpha ={\frac {d\log(\lambda F_{\lambda })}{d\log(\lambda )}}}.
Ici {\displaystyle \lambda \,} est la longueur d'onde et {\displaystyle F_{\lambda }} est la densité de flux.
Le paramètre {\displaystyle \alpha \,} est calculé dans l'intervalle de longueurs d'onde 2.2–20 {\displaystyle {\mu }m} (régions de l'infrarouge proche et moyen). Andre et al. (1993) découvrirent une classe 0 : des objets ayant une forte émission submillimétrique, mais très faibles à {\displaystyle {\lambda }<10{\mu }m}. Greene et al. (1994) ajouta une cinquième classe de sources à "spectre plat".
- Classe 0 : sources indétectables à {\displaystyle {\lambda }<20{\mu }m}
- Classe I : sources avec {\displaystyle {\alpha }>0.3}
- Spectre plat : sources avec {\displaystyle 0.3>{\alpha }>-0.3}
- Classe II : sources avec {\displaystyle -0.3>{\alpha }>-1.6}
- Classe III : sources avec {\displaystyle {\alpha }<-1.6}

Ce schéma de classement reflète grossièrement la séquence évolutive. On pense que les sources les plus profondément enfouies de Classe 0 évoluent vers le stade de Classe I, en dissipant leurs enveloppes circumstellaires. Puis elles deviennent visibles en optique sur la ligne de naissance stellaire comme étoiles de la pré-séquence principale.
Les objets de Classe II ont des disques circumstellaires et correspondent en gros aux étoiles de type T Tauri, classiques tandis que les étoiles de Classe III ont perdu leur disque et correspondent approximativement aux étoiles de type T Tauri à raies faibles. Un stade intermédiaire où les disques peuvent être uniquement détectés aux longueurs d'onde plus élevées (par exemple, à {\displaystyle 24{\mu }m}) correspond à des objets appelés objets à disque de transition.

## Caractéristiques
Les JOS sont aussi associés aux phénomènes liés à l'évolution des étoiles jeunes : jets and jets bipolaires, masers, objets Herbig-Haro, et disques protoplanétaires (disques circumstellaires ou proplyds).

## Classement des JOS selon leur masse
Ces étoiles peuvent aussi être classées par leur masse : JOS massifs, JOS de masse intermédiaire et naines brunes.